# Borbash
Borbash (ryska: Борбаш) är en ort i Kirgizistan. Den ligger i oblastet Osj, i den sydvästra delen av landet, 300 km sydväst om huvudstaden Bisjkek. Borbash ligger 1 415 meter över havet och antalet invånare är 5 622.
Terrängen runt Borbash är huvudsakligen kuperad, men åt sydost är den bergig. Runt Borbash är det ganska tätbefolkat, med 67 invånare per kvadratkilometer. Närmaste större samhälle är Nookat, 9,2 km öster om Borbash. Trakten runt Borbash består i huvudsak av gräsmarker.